# Parks and Recreation
Parks and Recreation (br: Confusões de Leslie) é uma série de televisão norte-americana de comédia de situação criada pelo argumentista e diretor Greg Daniels e pelo produtor Michael Schur, e exibida na rede de televisão National Broadcasting Company (NBC). Parks and Recreation retrata a vida de Leslie Knope, interpretada por Amy Poehler, a vice-diretora do Departamento de Parques e Recreação da cidade ficcional de Pawnee, localizada no estado do Indiana. Esta série é produzida pelas empresas Deedle-Dee Productions, Schur Films, Polka Dot Pictures, Fremulon, e 3 Arts Entertainment, em associação com a NBC Universal.
As histórias da série são contadas em forma de um documentário fictício, e durante as filmagens os personagens aparecem dando suas opiniões sobre o assunto debatido. Se encerrou em 2015, e teve um especial durante a pandemia de COVID-19 em 2020.

## Sinopse
A série é em formato de um documentário, que segue Leslie Knope (Amy Poehler), burocrata do Departamento de Parques, em uma missão que deveria ser simples, ajudar a enfermeira Ann Perkins (Rashida Jones) a transformar uma construção abandonada em um parque comunitário, mas Leslie encontra dificuldades, como vizinhos mal-humorados, imobiliários corruptos, e o próprio processo burocrático, que tanto defende. Ela contará com a ajuda de Tom Haverford (Aziz Ansari), que se aproveita de sua posição em um cargo público para conseguir favores pessoais, Mark Brendanawicz (Paul Shneider), funcionário com 15 anos de prestação de serviços públicos, e April Ludgate (Aubrey Plaza), estagiária desinteressada e um tanto esquisita. Por outro lado, o chefe de Leslie, Ron Swanson (Nick Offerman), um libertário que odeia o governo, não está sempre disposto a colaborar.

## Elenco e personagens
- Amy Poehler - Leslie Knope, uma funcionária otimista e viciada em trabalho completamente dedicada à sua cidade. Tendo como inspiração mulheres como Hillary Clinton, Madeleine Albright, Condoleezza Rice, Janet Reno e Nancy Pelosi, o sonho de Leslie é tornar-se presidente dos Estados Unidos.
- Rashida Jones - Ann Perkins, uma enfermeira que está envolvida na política depois de pedir a ajuda de Leslie. Deixa a série no meio da 6ª temporada, voltando como convidada em alguns episódios.
- Aziz Ansari - Tom Haverford, o sarcástico subordinado de Leslie.
- Nick Offerman - Ron Swanson, diretor do Departamento de Parques e Recreação. Sendo um libertário, Ron acredita que o papel do governo deve ser o mais limitado possível.
- Aubrey Plaza - April Ludgate, a jovem estagiária apática no Departamento de Parques e Recreação.
- Paul Schneider - Mark Brendanawicz, um cínico e desiludido planejador urbano, que teve um breve caso com Leslie. Deixou a série na 2ª temporada.
- Chris Pratt - Andy Dwyer, o bobo e preguiçoso ex-namorado de Ann. Tem uma banda, Mouse Rat, do qual ele se orgulha.
- Adam Scott - Ben Wyatt, um funcionário do governo que viaja para Pawnee para controlar as despesas fiscais da cidade. Apesar de ser competente em seu trabalho, Ben tem dificuldade em se relacionar com os outros.
- Rob Lowe - Chris Traeger, um funcionário do governo otimista que viajou para Pawnee para controlar as despesas fiscais da cidade. Chris é obcecado com o esporte e em melhorar a sua aptidão.
- Jim O'Heir - Jerry Gergich, um funcionário do Departamento de Parques e Recreação. Por causa de sua ingenuidade, Jerry é alvo de piadas de seus colegas.
- Retta - Donna Meagle, uma irreverente e hedonista funcionária do Departamento de Parques e Recreação.
- Billy Eichner - Craig Middlebrooks, um passional funcionário do Departamento de Parques e Recreação de Eagleton que se une à equipe após sua cidade ser incorporada por Pawnee.

## Produção
Depois de ser nomeado presidente da NBC, em 2007, Ben Silverman pediu a Greg Daniels para criar um spin-off da série de televisão "The Office". No entanto, em vez de fazer um spin-of Daniels decidiu com Michael Schur - roteirista de "The Office" - fazer uma série independente. Uma das primeiras ideias que tiveram era para fazer a série sobre um funcionário do governo que tenta reconstruir sua carreira política depois de um espetáculo público embaraçoso. Embora eles rejeitaram a ideia foi mais tarde usado ao criar o personagem de Ben Wyatt. Depois de Amy Poehler ser contratada, Daniels e Schur decidiram que a série iria incidir sobre um funcionária pública otimista de uma cidade pequena. Os criadores foram inspirados pela forma como a política foi mostrado na série "The Wire", bem como o otimismo que surgiu nos Estados Unidos após a eleição presidencial de 2008.
Originalmente, a série foi produzida pela Deedle-Dee Productions e Universal Television na sua primeira temporada, mas que seria necessário até que as seguintes empresas como Fremulon e 3 Arts Entertainment, eventualmente, são envolvidos com a série.

## Audiência
Mesmo a série estando quase sempre na bolha (tanto pode ser cancelada, quanto renovada) podemos considerar  a série bem sucedida, comparando com as outras comedias do canal. Audiência da série sempre foi modesta e mesmo assim conseguiu sempre ser renovada. A série,em termos de audiência, é muito parecida com Community

## Temporadas e episódios
A série iniciou em 2009 e teve seu episodio final em 24 de feveveiro de 2015.

### Primeira temporada
Parks and Recreation foca em Leslie Knope (Amy Poehler), a vice-diretora do departamento de Parques e Recreação na cidade ficcional de Pawnee, Indiana. A enfermeira local Ann Perkins (Rashida Jones) exige que o fosso de construção localizado ao lado de sua casa, criado por um terreno doméstico abandonado seja preenchido após seu namorado Andy Dwyer (Chris Pratt) cair nele e quebrar as duas pernas. Leslie promete transformar o fosso em um parque, a despeito da resistência do diretor do departamento de parques Ron Swanson (Nick Offerman), um libertário anti-Estado. O urbanista Mark Brendanawicz (Paul Schneider) – por quem Leslie nutre sentimentos românticos – pragmaticamente insiste que o projeto não é realista devido à burocracia governamental, entretanto, ela secretamente o convence a aprovar o projeto. Mais tarde, Ann fica furiosa ao descobrir que Andy postergou a retirada de seu gesso por duas semanas para que Ann o mimasse por mais tempo. Equanto isso, após um encontro as cegas para Leslie planejado por sua mãe terminar de maneira horrível, Leslie, bêbada, beija Mark no fosso. Mark cai no fosso, e é rapidamente resgatado por Leslie, Ann e Andy.

### Segunda Temporada
Ann termina com Andy e começa a sair com Mark, com a aprovação de Leslie. É revelado que o casamento de Tom com uma cirurgiã pediatrica Wendy (Jama Williamson) é, na verdade, um casamento por green card (Ela é uma Canadense morando ilegalmente nos Estados Unidos), que, para a infelicidade de Tom, eventualmente termina em divórcio. O fosso é eventualmente preenchido, após Tom ser visitado por sua horrível ex-esposa. Tammy Two (Megan Mullally), uma bibliotecária que tenta, sem sucesso, seduzí-lo a permitir que uma filial de biblioteca seja construída no fosso preenchido. April se sente atraída por Andy, mas ele permanece apaixonado por Ann. Assim que Mark faz planos para pedir Ann em casamento, ela revela que não tem mais sentimentos por ele. Eles terminam, e Mark deixa sua carreira na prefeitura por um trabalho em um setor privado. Enquanto isso, Meanwhile, um déficit orçamentário leva os auditores do estado Chris Traeger (Rob Lowe) e Ben Wyatt (Adam Scott) a fechar o governo de Pawnee temporáriamente, para o horror de Leslie e o deleite de Ron. Neste meio tempo, Andy começa a ter sentimentos por April, mas ela sente medo de que ele ainda esteja apaixonado por Ann. Mais tarde, Ann beija Andy devido a um conflito de emoções causado por seu término com Mark, levando April a rejeitar Andy com raiva. A temporada termina com a descoberta chocante de Tom de que Ron está namorando sua ex-esposa, Wendy.

### Terceira Temporada
Com o governo de Pawnee reaberto, Leslie decide trazer de volta o festival da colheita de Pawnee, cujo sucesso ou fracasso determinará o futuro financeiro do departamento. Enquanto trabalham no festival, Leslie e Ben começam a ter sentimentos um pelo outro. Após semanas de planejamento, o festival começa a ter grande sucesso através dos esforços de Leslie. Ann e Chris namoram por um tempo, mas terminam após ele retornar para seu antigo trabalho em Indianapolis. Mais tarde, Chris volta para se tornar gerente ativo de Pawnee, e Ben também começa a trabalhar em Pawnee. Com ciúmes do namoro de Ron e Wendy, Tom namora Tammy brevemente para sentir que fez justiça, mas Ron e Tom eventualmente se reconciliam e voltam a ser amigos. Andy consegue April de volta e eles começam a namorar. Apenas algumas semanas depois, eles se casam em uma cerimônia surpresa. Leslie e Ben começam a namorar, mas mantém o relacionamento em segredo por causa da política de Chris sobre envolvimentos românticos no ambiente de trabalho. Leslie é abordada sobre a possibilidade de concorrer a um cargo de eleição, um de seus sonhos de vida, mas quando perguntada sobre potenciais escândalos em sua vida, ela negligencia falar sobre seu relacionamento com Ben. Tom deixa seu trabalho na prefeitura para fundar uma compania de entretenimento com seu amigo, Jean-Ralphio (Ben Schwartz). A temporada termina com Tom, horrificado ao saber que sua primeira ex-esposa, também chamada Tammy ("Tammy One"), veio para a cidade para visitá-lo.[carece de fontes?]

### Quarta Temporada
Com o encorajamento de Ben, Leslie decide concorrer para o Conselho da Cidade, e acaba terminando seu relacionamento. Leslie contrata Andy como seu novo assistente. Patricia Clarkson aparece como a primeira ex-esposa de Ron, "Tammy One", usa seu poder como agente da Receita Federal para fazer Tom crer que está sendo auditado e temporariamente, toma completamente o controle de sua vida. Tom e a compania de Jean-Ralphio's, Entertainment 720, acaba rapidamente através de quantidades massivas de financiamento promocional enquanto fazendo pouco trabalho real; a compania sai do mercado e Tom volta ao seu antigo trabalho. Chris começa a namorar Millicent Gergich, a linda filha de Garry Gergich. Após lutar para seguir em frente pessoal e profissionalmente, Ben e Leslie voltam a namorar, e Ben sacrifica seu trabalho para salvar Leslie de perder o seu. O escândalo leva seus conselheiros políticos a abandonarem sua campanha, e o Departamento de Parques de voluntaria para ser sua nova equipe de campanha. Ben concorda em ser o novo gerente de campanha de Leslie. O ex-namorado de Leslie, Dave (Louis C.K.) reaparece e fracassa em tentar ter Leslie de volta. A campanha de Leslie  Leslie's campaign enfrenta uma miríade de contratempos contra seu principal oponente, Bobby Newport (Paul Rudd), e sua famosa gerente de campanha Jennifer Barkley (Kathryn Hahn). Ann e Tom começam um relacionamento extremamente romântico. Abril assume mais responsabilidade no departamento, assumindo grande parte do trabalho habitual de Leslie. Em direçaõ ao final da temporada, Millicent termina com Chris quando ela não tem mais sentimentos por ele. No fim da temporada, Jennifer oferece a Ben um emprego em Washington, que ele aceita relutantemente, e depois que a corrida eleitoral começa inicialmente em Newport, Leslie ganha a a eleição em uma recontagem.

### Quinta Temporada
Ben se desenvolve de maneira excenlente em seu novo trabalho em uma campanha para o congresso em Wachington, DC, bem como April, que ele levou como estagiária. Leslie e Andy visitam Ben e April, e Leslie começa a se sentir begins to feel constrangida por seu trabalho em uma cidade pequena. Leslie começa a trabalhar como vereadora, mas encontra oposição em seus colegas, particularmente o vereador Jeremy Jamm (Jon Glaser), um ortodontista imaturo que se torna seu arqui-inimigo. Andy começa a treinar para se tornar policial com ajuda de Chris. Tom tenta encontrar uma nova idéa de emprego. Ron encontra Diane (Lucy Lawless), uma mulher que precisa de ajuda para concertar um buraco, e começa a namorar com ela a despeito de se sentir intimidado por suas duas jovens filhas. Jennifer oferece um emprego para Ben em outra campanha na Flórida, para o desagrado de Leslie, mas Ben recusa e volta para  Pawnee, surpreendendo Leslie ao pedí-la em casamento. Ela aceita, muito feliz. Os pais divorciados de Ben comparecem em sua festa de noivado e discutem o tempo todo. April propõe mudar o lote 48 para um parque para cachorros, o que acaba incomoda Leslie, mas eles se comprometem. Tom começa um negócio alugando roupas de alta qualidade para adolescentes. Ben começa a trazer um arquiteto da cidade vizinha de (uma cidade ultra-afluente envolvida em uma rivalidade de longa data com Pawnee) para ajudar com o parque, agora chamado de Pawnee Commons, o que é difícil para Leslie aceitar. Ann decide que está pronta para ser mãe solo e começa uma busca por doadores de esperma. Leslie e Ben planejam um evento para arrecadar fundos para o Pawnee Commons, e decide m fazer um casamento improvisado nesta noite. Quando Jamm arruina a cerimônia, Ron o expulsa e o casamento recomeça na Prefeitura. Andy descobre que não passou no teste para ser policial. Ann, vendo Chris consolar Andy de uma maneira paternal, decide que gostaria de ter seu bebê com ele. Leslie continua seguindo em frente com muita resistência de Jamm. Ben é contratado para trabalhar com Sweetums, dirigindo sua fundação de caridade, e contrata Andy como assistente. Em "Ron and Diane", Millicent revela que ficou noiva, para decepção de Chris. Jerry se aposenta do Departamento de Parques, mas volta a trabalhar algumas horas por semana. Uma pessoa misteriosa arranca a ideia de negócio de Tom e se oferece para comprar seu negócio fora dele. Moradores irritados, liderados por Jamm, pedem que Leslie seja chamada novamente ao escritório. Andy procura saber quem está grávida e revela-se que é Diane.

### Sexta Temporada
Em 9 de Maio de 2013, a NBC renovou Parks and Recreation para uma sexta temporada. A temporada estreou em 26 de setembro de 2013 com um episódio de uma hora em Londres. Foi anunciado em Julho de 2013 que Rob Lowe e Rashida Jones deixariam a série durante a temporada de transmissão de outono. Diane anuncia que está grávida quando a temporada começa; Ron pede ela em casamento, ela aceita, e eles se casam. Também é revelado que Ann está grávida de Chris. Andy começa a trabalhar em um emprego temporário em Londres. A cidade de Eagleton entra em falência e é absorvida por Pawnee, um esforço liderado por Leslie depois que ela não vê outra maneira de salvar a cidade. Enquanto os governos se fundem, vários funcionários da Eagleton entram brevemente no departamento de parques de Pawnee, com apenas Craig (Billy Eichner) permanecendo a longo prazo. Leslie perde o voto de revogação e retorna ao departamento de parques em tempo integral, mas continua dedicada a garantir que a fusão das cidades seja bem-sucedida. Tom vende o Rent-A-Swag em uma liquidação em dinheiro. Ben é demitido da Sweetum e volta ao trabalho na firma de contabilidade local, mas sai prontamente (novamente) depois que Chris diz a ele que ele foi votado como o próximo Gerente da Cidade. April compra a cabana de Ron na floresta. Mais tarde é revelado que Chris e Ann estão tendo um menino. Leslie começa a abrir caminho em Pawnee Commons. Ann e Chris se mudam para Michigan. Começando com "Anniversaries," Jim O'Heir e Retta ganham lugar no tema de abertura, substituindo Rashida Jones e Rob Lowe. Como forma de angariar apoio público para a impopular fusão de Pawnee e Eagleton, o departamento de parques começa a trabalhar no Pawnee / Eagleton Unity Concert. Em "The Wall", é revelado que Ron e Diane tiveram seu bebê, John Swanson, sem informar ninguém no escritório. Depois disso, Ron, sozinho, renova o terceiro andar da Prefeitura. Em "Galentine's Day", Ann e Chris têm seu bebê, Oliver Perkins-Traeger. Em "Flu Season 2" Leslie revela que está grávida. Leslie e Ben também descobrem que eles terão trigêmeos. No final da temporada, o bistro de Tom começa mal com o investidor desistindo do negócio, mas se torna um hotspot quando recebe o after party do altamente bem-sucedido Unity Concert. Leslie assume o cargo de Diretora Regional do National Park Service em Chicago, enviando imediatamente uma proposta para trazer o trabalho à Pawnee. O episódio final da temporada termina três anos no futuro, onde Leslie teve seus trigêmeos e está comandando com competência o escritório Regional do Centro-Oeste do Serviço Nacional de Parques no terceiro andar da prefeitura de Pawnee.

### Sétima Temporada
NBC confirmou que a série Parks and Recreation foi renovada para uma sétima temporada em 19 de Março de 2014. Em 11 de Maio de 2014, a NBC confirmou que a sétima temporada (constituída de 13 episódios) seria a última da série. Embora o programa tenha sido sempre exibido no bloco de quinta à noite da NBC, os episódios finais foram transferidos para as terças-feiras, a nova noite de comédia da NBC, para competir com as séries de drama da BBC e ABC. A sétima temporada começou a ser exibida em 13 de janeiro de 2015 e terminou em 24 de fevereiro de 2015.
Ocorrendo em 2017, todos os personagens principais, além de Craig, deixaram o Departamento de Parques, e Ron e Leslie são mostrados como inimigos devido à empresa de Ron ter demolido a antiga casa de Ann para construir um prédio residencial. Ben convence uma empresa de tecnologia, Gryzzl, a trazer Wi-Fi gratuito para a cidade de Pawnee, ao ganhar deles em um jogo de tabuleiro que ele havia inventado, "The Cones of Dunshire". Gryzzl se envolve em intensa mineração de dados, induzindo Ron, cuja nova construtora, a Very Good Building and Development Company, tem lidado as necessidades de construção da Gryzzl, para se reconectar com Leslie e corrigir o problema. Depois que ele e Leslie resolvem suas diferenças, Ron e Leslie convencem Gryzzl a mudar suas maneiras de operação, e a empresa se torna uma influência positiva em Pawnee, construindo sua sede em uma parte da cidade da cidade que costumava ser desvalorizada e eventualmente doando uma quantidade significativa de terra, que Leslie transforma em um parque nacional. Tom contrata sua antiga namorada Lucy como gerente de seu restaurante. Eventualmente ele a pede em casamento, e ela aceita. Mais tarde, ele experimenta a ruína financeira, mas encontra o sucesso novamente, publicando um livro best-seller sobre seu fracasso. Donna se casa, muda-se para Seattle e se torna uma corretora de imóveis de sucesso, complementando a renda do distrito escolar, onde seu marido (Joe) trabalha.
Andy cria um programa de televisão popular estrelando seu personagem Johnny Karate, embora ele e April decidam encerrá-lo para que April possa começar um novo trabalho como consultora de colocação de carreira em Washington, D.C.. Ben e Leslie também se mudam para Washington, DC, com seus três filhos, Wesley, Steven e Sonia. Eventualmente, ela e Ben são abordados com ofertas para concorrer ao cargo de governador de Indiana. Ben escolhe administrar a campanha de Leslie em vez de concorrer sozinho. Leslie ganha a eleição, mas eventualmente passa a um papel ainda mais alto, não especificado (presumivelmente como o presidente dos Estados Unidos). Ann e Chris descobrem que terão um segundo filho, uma menina chamada Leslie e planejam voltar para Pawnee. April e Andy têm outro filho, chamado Jack. April também revela que está grávida de novo. Antes de deixar Pawnee, Ben nomeia Garry Gergich, prefeito interino de Pawnee, que é reeleito até sua morte na noite de seu centésimo aniversário. Depois que Ron eventualmente se cansa de sua construtora, Leslie consegue que ele se torne o superintendente do Parque Nacional de Pawnee, e ele aceita.

## Recepção da crítica
Em sua 1ª temporada, Parks and Recreation teve recepção mista por parte da crítica especializada. Com base de 25 avaliações profissionais, alcançou uma pontuação de 59% no Metacritic. Por votos dos usuários do site, atinge uma nota de 7.6, usada para avaliar a recepção do público.